# Fiatach Finn
Fiatach Finn („Sprawiedliwy”), właśc. Fiacha – legendarny król Ulaidu z dynastii Milezjan (linia Itha) w latach 102-106, zwierzchni król Irlandii w latach 116-119, eponim dynastii Dál Fiatach. Syn Daire’a, w dwudziestym pierwszym stopniu potomka Itha mac Breogana, stryja Mileda. 
Poprzednikiem na tronie Ulaidu był Fiacha I Finnamnas. Objął po nim tron, zapewne w wyniku małoletności Muiredacha Finna, syna zmarłego. Piętnastowieczny manuskrypt „Laud Misc. 610” poinformował, że rządził nad Ulaidem cztery lata, podając na jego temat: Fiach[u] Find di Dál Fiatach .iiii. blī[adna] (fol. 107 b 3). Niewykluczone, że rządził następnie tylko nad wschodnią częścią Ulaidu, zwaną od jego imienia Dál Fiatach, na terenie obecnego hr. Down. Tigernach bowiem podaje, że panował szesnaście lat nad Ulaidem. To wydaje się poprawnym, chociaż mogło się zdarzyć, że był potężniejszym władcą niż prawowity suweren.
Po śmierci Feradacha Finnfechtnacha, został zwierzchnim królem Irlandii. Panował przez trzy lata, gdy został zabity z ręki Fiachy Finnfolaida („od Białych Wołów”), syna poprzednika. Fiatach był spokrewniony z Cú Roí mac Daire i Conairem Morem, Érainn, Dáirine oraz Clanna Dedad.

## Potomstwo
Pozostawił po sobie dwóch synów: 
- Sirchad, miał syna:
  - Bressal, miał syna:
    - Imchad, miał syna:
      - Fiac (Feic), miał z Mathuirchoem czterech synów:
        - Trichem, a quo Uí Trichim
        - Trian, a quo Uí Trena
        - Brian, a quo Uí Briain
        - Eochaid Gonnat, przyszły król Ulaidu i arcykról Irlandii
- Ogaman, przyszły król Ulaidu